# Musa Bakare
Musa Bakare (ur. 24 czerwca 1971) – nigeryjski pływak, uczestnik igrzysk olimpijskich. 

## Życiorys

### Igrzyska Olimpijskie
Na igrzyskach olimpijskich Bakare wystąpił tylko raz - podczas XXV Letnich Igrzysk Olimpijskich w 1992 roku w Barcelonie. Wziął udział w dwóch konkurencjach pływackich. Na dystansie 50 metrów stylem dowolnym wystartował w szóstym wyścigu eliminacyjnym. Z czasem 24,13 zajął w nim szóste miejsce, co uplasowało go na czterdziestym pierwszym miejscu w rankingu ogólnym, ex aequo z Teófilo Ferreirą z Brazylii. Na dystansie 100 metrów stylem motylkowym, z czasem 58:36 uplasował się na piątym miejscu w trzecim wyścigu eliminacyjnym. Uzyskany czas pozwolił mu zająć pięćdziesiąte drugie miejsce w tej konkurencji.